# Pablo Trapero
Pablo Trapero (San Justo, 4 de outubro de 1971) é um diretor de cinema argentino. É um dos máximos expoentes do novo cinema argentino surgido em meados dos anos 90. Seus filmes são de matiz realista, retrata gente comum desenvolvendo atividades cotidianas e destaca as injustiças dos contextos sociais em que vivem seus protagonistas.

## Filmografia

### Diretor
- 2015: O Clã
- 2012: 7 Dias em Havana (segmento "Jam Session")
- 2012: Elefante Branco
- 2010: Carancho
- 2008: Leonera
- 2006: Nacido y criado
- 2004: Familia rodante
- 2002: El bonaerense
- 1999: Mundo grúa